# Lec Kurti
Lec Kurti (ur. 9 maja 1884 w Szkodrze, zm. w grudniu 1948 w Rzymie) – albański dyplomata i kompozytor.

## Życiorys
Syn muzyka i kompozytora Paloka Kurtiego i Angjeliny z d. Paranik. Odbył studia muzyczne w Pesaro, a następnie kształcił się w zakresie teorii kompozycji w Akademii Sztuk Pięknych w Wenecji. Pierwsze utwory komponował w latach 1908-1916, stając się jednym z pierwszych Albańczyków, tworzących dzieła z zakresu muzyki klasycznej. W 1914 skomponował hymn na cześć księcia Albanii Wilhelma zu Wieda, zaś rok później pierwszą albańską operę Arberesha.
W 1918 rozpoczął pracę w dyplomacji państwa albańskiego. W latach 1920-1924 reprezentował swój kraj jako konsul w Bari i w Rzymie. W latach 1926-1929 pełnił funkcję chargé d’affaires ad interim w poselstwie w Atenach. W latach 1930–1935 był przedstawicielem Albanii w Genewie, akredytowanym przy Lidze Narodów. W listopadzie 1935 objął stanowisko ministra pełnomocnego i nadzwyczajnego Królestwa Albanii w Londynie. Po agresji włoskiej na Albanię nie uznał nowych władz pro-włoskich i wyjechał do Stanów Zjednoczonych. W Nowym Jorku stanął na czele Pan-albańskiej Federacji Vatra. Mimo poważnych problemów ze wzrokiem, w 1942 zdecydował się wrócić do kraju i współtworzył organizację Balli Kombëtar, kierując jej strukturami w Szkodrze.
W październiku 1943 po przywróceniu przez Niemców ministerstwa spraw zagranicznych powrócił na krótko do pracy w dyplomacji. Opuścił kraj w listopadzie 1944, kiedy kontrolę nad Albanią przejęli komuniści. Na pokładzie niewielkiej łódki dotarł do Bari, a stamtąd do Rzymu, gdzie spędził ostatnie lata życia.